# Jean-Julien Rojer
Jean-Julien Rojer (* 25. August 1981 in Willemstad, Curaçao, Niederländische Antillen) ist ein niederländischer Tennisspieler. Zunächst spielte er unter der Flagge der Niederländischen Antillen (2002–2010) und Curaçaos (2010–2012).

## Karriere
Schon in jungen Jahren bewies Jean-Julien Rojer sein Talent für den Tennissport. Bereits im Alter von 14 Jahren gewann er die Klubmeisterschaft des Racing Club Team Curaçao und die nationalen Meisterschaften der Niederländischen Antillen. Danach besuchte er die UCLA und wurde dort mit Marcin Matkowski das beste Doppel der ITA. 2002 führte er deren Doppel-Ranking an und war Nummer 35 im Einzel.
Im selben Jahr wurde er Profi und war vor allem bei Future-Turnieren im Einsatz. Obwohl er in den folgenden Jahren auch im Einzel einige Turniere dieser Kategorie gewann, im Doppel war er erfolgreicher. Der Durchbruch in die erweiterte Weltspitze gelang ihm 2008, als er in Johan Brunström seinen Doppelpartner fand. Zusammen gewannen die beiden einige Challenger-Turniere und erreichten 2009 bei vier ATP-Turnieren das Finale. Innerhalb von zwei Jahren verbesserte sich Rojer von Platz 187 (Ende 2007) auf Platz 43.
2010 gelang ihm mit dem neuen Doppelpartner Eric Butorac der erste Turniersieg auf der ATP Tour in Tokio. Noch im selben Jahr gewannen die beiden in Stockholm einen weiteren Titel. Zu Beginn der Saison 2011 gelang Rojer das beste Abschneiden bei einem Grand-Slam-Turnier; bei den Australian Open erreichte er mit Butorac das Halbfinale, das sie gegen die späteren Titelträger Bob und Mike Bryan verloren. Im Laufe der Saison gewann das Duo noch die Turniere in Estoril, Nizza und Kuala Lumpur. Trotz dieser Erfolge trennten sich Butorac und Rojer überraschend zum Saisonende. Butorac wählte den Brasilianer Bruno Soares als neuen Partner, während Rojer mit dem Pakistaner Aisam-ul-Haq Qureshi in die Saison 2012 startete.
Seit 2012 spielt Rojer für die Niederlande; das Nationale Olympische Komitee der Niederländischen Antillen hatte sich aufgelöst und die Spieler mussten sich entscheiden, ob sie bei den Olympischen Spielen 2012 für Aruba oder für die Niederlande antreten wollten. Rojer entschied sich für die Niederlande.
Die neue Partnerschaft mit Qureshi begann zunächst wenig erfolgreich. Nachdem sie bei den Australian Open das Achtelfinale erreicht hatten, folgte eine Reihe von Erst- und Zweitrundenniederlagen. Erst in der Sandplatzsaison gewann das Duo an Fahrt; sie erreichten das Halbfinale in Casablanca und in Nizza, ehe sie in Estoril gegen Julian Knowle und David Marrero den ersten gemeinsamen Titel feiern konnten. In Roland Garros standen sie sogar im Halbfinale, als sie gegen die Bryan-Brüder ausschieden. Die Rasensaison begann mit einem Titelgewinn in Halle. Im Laufe der Saison konnten sie keinen weiteren Turniersieg verbuchen, allerdings qualifizierte sich Rojer erstmals in seiner Karriere für die ATP World Tour Finals in London, wo er mit seinem Partner in der Vorrunde scheiterte. Bei den Australian Open 2013 schieden Qureshi und Rojer im Achtelfinale aus. Im März konnten sie jedoch einen großen Erfolg verbuchen, als sie im Finale des Miami Masters Mariusz Fyrstenberg und Marcin Matkowski besiegten; für Rojer war es der erste Sieg bei einem Turnier dieser Kategorie.
Bei den French Open gewann er mit Anna-Lena Grönefeld 2014 in der Mixed-Konkurrenz seinen ersten Grand-Slam-Titel. Die Saison bestritt er mit einem neuen Partner, Horia Tecău. Sie gewannen insgesamt acht Titel, darunter drei der Kategorie World Tour 500, und standen in einem weiteren Finale. 2015 gewannen sie ein Turnier und erreichten ebenfalls ein weiteres Endspiel. Bei den Australian Open und den French Open kamen sie jeweils ins Halbfinale. In Wimbledon gelang ihnen schließlich der erste Titelgewinn bei einem Grand-Slam-Turnier. 2017 gewann Rojer zusammen mit Tecău seinen zweiten Grand-Slam-Titel, als die Paarung im Finale der Herrendoppel-Konkurrenz bei den US Open die Paarung Feliciano López/Marc López besiegte. 2022 gewann Rojer mit seinem neuen Partner Marcelo Arévalo seinen dritten Grand-Slam-Titel im Doppel bei den French Open und löste somit Mike Bryan als ältesten Grand-Slam-Sieger ab (40 Jahre und 9 Monate). Im Januar 2024 übertraf der 43-jährige Rohan Bopanna diese Marke mit seinem Sieg bei den Australian Open.

## Davis Cup
Rojer trat zwischen 1998 und 2007 im Davis Cup für die Niederländischen Antillen an. In 31 Begegnungen gewann er 28 von 34 Einzeln und 14 von 17 Doppelpartien. Damit war er der erfolgreichste Spieler der Mannschaft und zugleich Rekordspieler. Nach der Auflösung der Antillen und Rojers Entschluss, künftig für die Niederlande zu spielen, wurde er in der Saison 2012 erstmals in den Kader der niederländischen Davis-Cup-Mannschaft berufen.

## Erfolge
| Legende (Anzahl der Siege)                             |
| Grand Slam (4)                                         |
| Tennis Masters Cup / ATP World Tour Finals (1)         |
| ATP Masters Series / ATP World Tour Masters 1000 (4)   |
| ATP International Series Gold / ATP World Tour 500 (8) |
| ATP International Series / ATP World Tour 250 (21)     |
| ATP Challenger Tour (12)                               |

| Titel nach Belag |
| Hartplatz (25)   |
| Sand (10)        |
| Rasen (3)        |

### Doppel

#### Turniersiege

##### ATP World Tour
| Nr. | Datum              | Turnier           | Belag         | Partner              | Finalgegner                               | Ergebnis           |
| --- | ------------------ | ----------------- | ------------- | -------------------- | ----------------------------------------- | ------------------ |
| 1.  | 4. Oktober 2010    | Tokio             | Hartplatz     | Eric Butorac         | Andreas Seppi Dmitri Tursunow             | 6:3, 6:2           |
| 2.  | 24. Oktober 2010   | Stockholm (1)     | Hartplatz (i) | Eric Butorac         | Johan Brunström Jarkko Nieminen           | 6:3, 6:4           |
| 3.  | 1. Mai 2011        | Estoril (1)       | Sand          | Eric Butorac         | Marc López David Marrero                  | 6:3, 6:4           |
| 4.  | 21. Mai 2011       | Nizza             | Sand          | Eric Butorac         | Santiago González David Marrero           | 6:3, 6:4           |
| 5.  | 2. Oktober 2011    | Kuala Lumpur      | Hartplatz (i) | Eric Butorac         | František Čermák Filip Polášek            | 6:1, 6:3           |
| 6.  | 6. Mai 2012        | Estoril (2)       | Sand          | Aisam-ul-Haq Qureshi | Julian Knowle David Marrero               | 7:5, 7:5           |
| 7.  | 17. Juni 2012      | Halle             | Rasen         | Aisam-ul-Haq Qureshi | Treat Conrad Huey Scott Lipsky            | 6:3, 6:4           |
| 8.  | 30. März 2013      | Miami             | Hartplatz     | Aisam-ul-Haq Qureshi | Mariusz Fyrstenberg Marcin Matkowski      | 6:4, 6:1           |
| 9.  | 20. Oktober 2013   | Stockholm (2)     | Hartplatz (i) | Aisam-ul-Haq Qureshi | Jonas Björkman Robert Lindstedt           | 6:2, 6:2           |
| 10. | 9. Februar 2014    | Zagreb            | Hartplatz (i) | Horia Tecău          | Philipp Marx Michal Mertiňák              | 3:6, 6:4, [10:2]   |
| 11. | 12. April 2014     | Casablanca        | Sand          | Horia Tecău          | Tomasz Bednarek Lukáš Dlouhý              | 6:2, 6:2           |
| 12. | 27. April 2014     | Bukarest          | Sand          | Horia Tecău          | Mariusz Fyrstenberg Marcin Matkowski      | 6:4, 6:4           |
| 13. | 21. Juni 2014      | ’s-Hertogenbosch  | Rasen         | Horia Tecău          | Santiago González Scott Lipsky            | 6:3, 7:63          |
| 14. | 3. August 2014     | Washington        | Hartplatz     | Horia Tecău          | Samuel Groth Leander Paes                 | 7:5, 6:4           |
| 15. | 28. September 2014 | Shenzhen          | Hartplatz     | Horia Tecău          | Sam Groth Chris Guccione                  | 6:4, 7:64          |
| 16. | 5. Oktober 2014    | Peking            | Hartplatz     | Horia Tecău          | Julien Benneteau Vasek Pospisil           | 6:76, 7:5, [10:5]  |
| 17. | 26. Oktober 2014   | Valencia          | Hartplatz (i) | Horia Tecău          | Kevin Anderson Jérémy Chardy              | 6:4, 6:2           |
| 18. | 15. Februar 2015   | Rotterdam         | Hartplatz (i) | Horia Tecău          | Jamie Murray John Peers                   | 3:6, 6:3, [10:8]   |
| 19. | 11. Juli 2015      | Wimbledon         | Rasen         | Horia Tecău          | Jamie Murray John Peers                   | 7:65, 6:4, 6:4     |
| 20. | 22. November 2015  | London            | Hartplatz (i) | Horia Tecău          | Rohan Bopanna Florin Mergea               | 6:4, 6:3           |
| 21. | 8. Mai 2016        | Madrid (1)        | Sand          | Horia Tecău          | Rohan Bopanna Florin Mergea               | 6:4, 7:65          |
| 22. | 4. März 2017       | Dubai (1)         | Hartplatz     | Horia Tecău          | Rohan Bopanna Marcin Matkowski            | 4:6, 6:3, [10:3]   |
| 23. | 27. Mai 2017       | Genf              | Sand          | Horia Tecău          | Juan Sebastián Cabal Robert Farah         | 2:6, 7:69, [10:6]  |
| 24. | 25. August 2017    | Winston-Salem (1) | Hartplatz     | Horia Tecău          | Julio Peralta Horacio Zeballos            | 6:3, 6:4           |
| 25. | 8. September 2017  | US Open           | Hartplatz     | Horia Tecău          | Feliciano López Marc López                | 6:4, 6:3           |
| 26. | 3. März 2018       | Dubai (2)         | Hartplatz     | Horia Tecău          | Jamie Cerretani Leander Paes              | 7:62, 6:2          |
| 27. | 24. August 2018    | Winston-Salem (2) | Hartplatz     | Horia Tecău          | Jamie Cerretani Leander Paes              | 6:4, 6:2           |
| 28. | 12. Mai 2019       | Madrid (2)        | Sand          | Horia Tecău          | Diego Schwartzman Dominic Thiem           | 6:2, 6:3           |
| 29. | 27. Oktober 2019   | Basel             | Hartplatz (i) | Horia Tecău          | Taylor Fritz Reilly Opelka                | 7:5, 6:3           |
| 30. | 13. Februar 2022   | Dallas            | Hartplatz (i) | Marcelo Arévalo      | Lloyd Glasspool Harri Heliövaara          | 7:64, 6:4          |
| 31. | 20. Februar 2022   | Delray Beach (1)  | Hartplatz     | Marcelo Arévalo      | Alexander Nedowessow Aisam-ul-Haq Qureshi | 6:2, 6:75, [10:4]  |
| 32. | 4. Juni 2022       | French Open       | Sand          | Marcelo Arévalo      | Ivan Dodig Austin Krajicek                | 6:74, 7:65, 6:3    |
| 33. | 23. Oktober 2022   | Stockholm (3)     | Hartplatz (i) | Marcelo Arévalo      | Lloyd Glasspool Harri Heliövaara          | 6:3, 6:3           |
| 34. | 14. Januar 2023    | Adelaide          | Hartplatz     | Marcelo Arévalo      | Ivan Dodig Austin Krajicek                | kampflos           |
| 35. | 19. Februar 2023   | Delray Beach (2)  | Hartplatz     | Marcelo Arévalo      | Rinky Hijikata Reese Stalder              | 6:3, 6:4           |
| 36. | 13. August 2023    | Toronto           | Hartplatz     | Marcelo Arévalo      | Rajeev Ram Joe Salisbury                  | 6:3, 6:1           |
| 37. | 7. Januar 2024     | Brisbane          | Hartplatz     | Lloyd Glasspool      | Kevin Krawietz Tim Pütz                   | 7:63, 5:7, [12:10] |

##### ATP Challenger Tour
| Nr. | Datum             | Turnier      | Belag     | Partner                 | Finalgegner                       | Ergebnis          |
| --- | ----------------- | ------------ | --------- | ----------------------- | --------------------------------- | ----------------- |
| 1.  | 21. Mai 2004      | Fargʻona     | Hartplatz | Raven Klaasen           | Harsh Mankad Aisam-ul-Haq Qureshi | 6:3, 6:1          |
| 2.  | 30. Juni 2006     | Constanța    | Sand      | Konstantinos Economidis | Florin Mergea Horia Tecău         | 7:61, 6:1         |
| 3.  | 18. August 2006   | Manta        | Hartplatz | Eric Nunez              | Nicholas Monroe Horia Tecău       | 6:3, 6:2          |
| 4.  | 25. November 2006 | Puebla       | Hartplatz | Daniel Garza            | Bruno Echagaray Horia Tecău       | 6:76, 6:3, [10:7] |
| 5.  | 18. Mai 2008      | Aarhus       | Sand      | Dawid Olejniczak        | Frederik Nielsen Martin Pedersen  | 7:64, 2:6, [10:8] |
| 6.  | 5. Juli 2008      | Pozoblanco   | Hartplatz | Johan Brunström         | Jamie Cerretani Dick Norman       | 6:4, 6:3          |
| 7.  | 26. Juli 2008     | Posen        | Sand      | Johan Brunström         | Santiago Giraldo Alberto Martín   | 4:6, 6:0, [10:6]  |
| 8.  | 24. Januar 2009   | Iquique      | Sand      | Johan Brunström         | Pablo Cuevas Horacio Zeballos     | 6:3, 6:4          |
| 9.  | 5. Juni 2009      | Prostějov    | Sand      | Johan Brunström         | Pablo Cuevas Dominik Hrbatý       | 6:2, 6:3          |
| 10. | 13. Juni 2009     | Lugano       | Sand      | Johan Brunström         | Pablo Cuevas Sergio Roitman       | kampflos          |
| 11. | 4. Juli 2009      | Braunschweig | Sand      | Johan Brunström         | Brian Dabul Nicolás Massú         | 7:62, 6:4         |
| 12. | 17. August 2025   | Cancún       | Hartplatz | Santiago González       | Manuel Guinard Rafael Matos       | 7:62, 7:5         |

#### Finalteilnahmen
| Nr. | Datum              | Turnier          | Belag         | Partner              | Finalgegner                        | Ergebnis           |
| --- | ------------------ | ---------------- | ------------- | -------------------- | ---------------------------------- | ------------------ |
| 1.  | 7. Juli 2008       | Båstad           | Sand          | Johan Brunström      | Jonas Björkman Robin Söderling     | 2:6, 2:6           |
| 2.  | 10. Mai 2009       | Belgrad          | Sand          | Johan Brunström      | Łukasz Kubot Oliver Marach         | 2:6, 6:73          |
| 3.  | 20. Juni 2009      | ’s-Hertogenbosch | Rasen         | Johan Brunström      | Wesley Moodie Dick Norman          | 6:73, 7:63, [5:10] |
| 4.  | 2. August 2009     | Umag             | Sand          | Johan Brunström      | František Čermák Michal Mertiňák   | 4:6, 4:6           |
| 5.  | 26. September 2009 | Bukarest         | Sand          | Johan Brunström      | František Čermák Michal Mertiňák   | 2:6, 4:6           |
| 6.  | 1. August 2010     | Los Angeles      | Hartplatz     | Eric Butorac         | Bob Bryan Mike Bryan               | 7:66, 2:6, [7:10]  |
| 7.  | 20. Februar 2011   | Memphis          | Hartplatz (i) | Eric Butorac         | Maks Mirny Daniel Nestor           | 2:6, 7:66, [3:10]  |
| 8.  | 6. November 2011   | Valencia         | Hartplatz (i) | Eric Butorac         | Bob Bryan Mike Bryan               | 4:6, 6:79          |
| 9.  | 4. November 2012   | Paris (1)        | Hartplatz (i) | Aisam-ul-Haq Qureshi | Rohan Bopanna Mahesh Bhupathi      | 6:76, 3:6          |
| 10. | 24. Februar 2013   | Marseille        | Hartplatz (i) | Aisam-ul-Haq Qureshi | Rohan Bopanna Colin Fleming        | 4:6, 6:73          |
| 11. | 5. Mai 2013        | Oeiras           | Sand          | Aisam-ul-Haq Qureshi | Santiago González Scott Lipsky     | 3:6, 6:4, [7:10]   |
| 12. | 16. Februar 2014   | Rotterdam (1)    | Hartplatz (i) | Horia Tecău          | Michaël Llodra Nicolas Mahut       | 2:6, 6:74          |
| 13. | 17. Januar 2015    | Sydney           | Hartplatz     | Horia Tecău          | Rohan Bopanna Daniel Nestor        | 4:6, 6:75          |
| 14. | 23. Mai 2015       | Nizza            | Sand          | Horia Tecău          | Mate Pavić Michael Venus           | 6:74, 6:2, [8:10]  |
| 15. | 21. August 2016    | Cincinnati       | Hartplatz     | Horia Tecău          | Ivan Dodig Marcelo Melo            | 6:75, 7:65, [6:10] |
| 16. | 22. Oktober 2017   | Stockholm (1)    | Hartplatz (i) | Aisam-ul-Haq Qureshi | Oliver Marach Mate Pavić           | 6:3, 6:76, [4:10]  |
| 17. | 29. April 2018     | Barcelona        | Sand          | Aisam-ul-Haq Qureshi | Feliciano López Marc López         | 6:75, 4:6          |
| 18. | 4. November 2018   | Paris (2)        | Hartplatz (i) | Horia Tecău          | Marcel Granollers Rajeev Ram       | 4:6, 4:6           |
| 19. | 17. Februar 2019   | Rotterdam (2)    | Hartplatz (i) | Horia Tecău          | Jérémy Chardy Henri Kontinen       | 6:75, 6:74         |
| 20. | 4. August 2019     | Washington, D.C. | Hartplatz     | Horia Tecău          | Raven Klaasen Michael Venus        | 6:3, 3:6, [2:10]   |
| 21. | 24. Oktober 2021   | Antwerpen        | Hartplatz (i) | Wesley Koolhof       | Nicolas Mahut Fabrice Martin       | 0:6, 1:6           |
| 22. | 13. November 2021  | Stockholm (2)    | Hartplatz (i) | Aisam-ul-Haq Qureshi | Santiago González Andrés Molteni   | 2:6, 2:6           |
| 23. | 26. Februar 2022   | Acapulco         | Hartplatz     | Marcelo Arévalo      | Feliciano López Stefanos Tsitsipas | 5:7, 4:6           |
| 24. | 25. Mai 2024       | Genf             | Sand          | Lloyd Glasspool      | Marcelo Arévalo Mate Pavić         | 6:72, 5:7          |

### Mixed

#### Turniersiege
| Nr. | Datum        | Turnier | Belag | Partner             | Finalgegner                 | Ergebnis         |
| --- | ------------ | ------- | ----- | ------------------- | --------------------------- | ---------------- |
| 1.  | 5. Juni 2014 | Paris   | Sand  | Anna-Lena Grönefeld | Nenad Zimonjić Julia Görges | 4:6, 6:2, [10:7] |

## Abschneiden bei Grand-Slam-Turnieren

### Doppel
| Turnier         | 2009 | 2010 | 2011 | 2012 | 2013 | 2014 | 2015 | 2016 | 2017 | 2018 | 2019 | 2020 | 2021 | 2022 | 2023 | 2024 | 2025 | Karriere |
| --------------- | ---- | ---- | ---- | ---- | ---- | ---- | ---- | ---- | ---- | ---- | ---- | ---- | ---- | ---- | ---- | ---- | ---- | -------- |
| Australian Open | —    | AF   | HF   | AF   | AF   | 2    | HF   | VF   | AF   | 2    | 1    | 2    | —    | 1    | VF   | AF   | 2    | HF       |
| French Open     | 2    | 1    | 1    | HF   | AF   | AF   | HF   | 2    | AF   | 1    | VF   | AF   | AF   | S    | VF   | 1    | 1    | S        |
| Wimbledon       | 2    | 1    | 2    | AF   | AF   | AF   | S    | 1    | 1    | 2    | VF   |      | 1    | 1    | 2    | AF   | 1    | S        |
| US Open         | 1    | 1    | 2    | HF   | VF   | AF   | VF   | AF   | S    | 2    | 1    | HF   | AF   | HF   | AF   | 2    |      | S        |

### Mixed
| Turnier         | 2009 | 2010 | 2011 | 2012 | 2013 | 2014 | 2015 | 2016 | 2017 | 2018 | 2019 | 2020 | 2021 | 2022 | 2023 | 2024 | Karriere |
| --------------- | ---- | ---- | ---- | ---- | ---- | ---- | ---- | ---- | ---- | ---- | ---- | ---- | ---- | ---- | ---- | ---- | -------- |
| Australian Open | —    | —    | —    | 1    | 1    | 1    | 1    | AF   | AF   | AF   | AF   | AF   | —    | —    | 1    | AF   | AF       |
| French Open     | —    | —    | 1    | —    | AF   | S    | AF   | 1    | AF   | AF   | 1    |      | —    | 1    | 1    | —    | S        |
| Wimbledon       | 2    | 1    | 1    | 1    | HF   | —    | 2    | 2    | 2    | VF   | 2    |      | VF   | AF   | AF   | 1    | HF       |
| US Open         | —    | —    | AF   | VF   | AF   | 1    | —    | 1    | —    | —    | —    |      | —    | —    | VF   | —    | VF       |

Zeichenerklärung: S = Turniersieg; F, HF, VF, AF = Einzug ins Finale / Halbfinale / Viertelfinale / Achtelfinale; 1, 2, 3 = Ausscheiden in der 1. / 2. / 3. Hauptrunde; nicht ausgetragen